# Pacto de Triparadiso

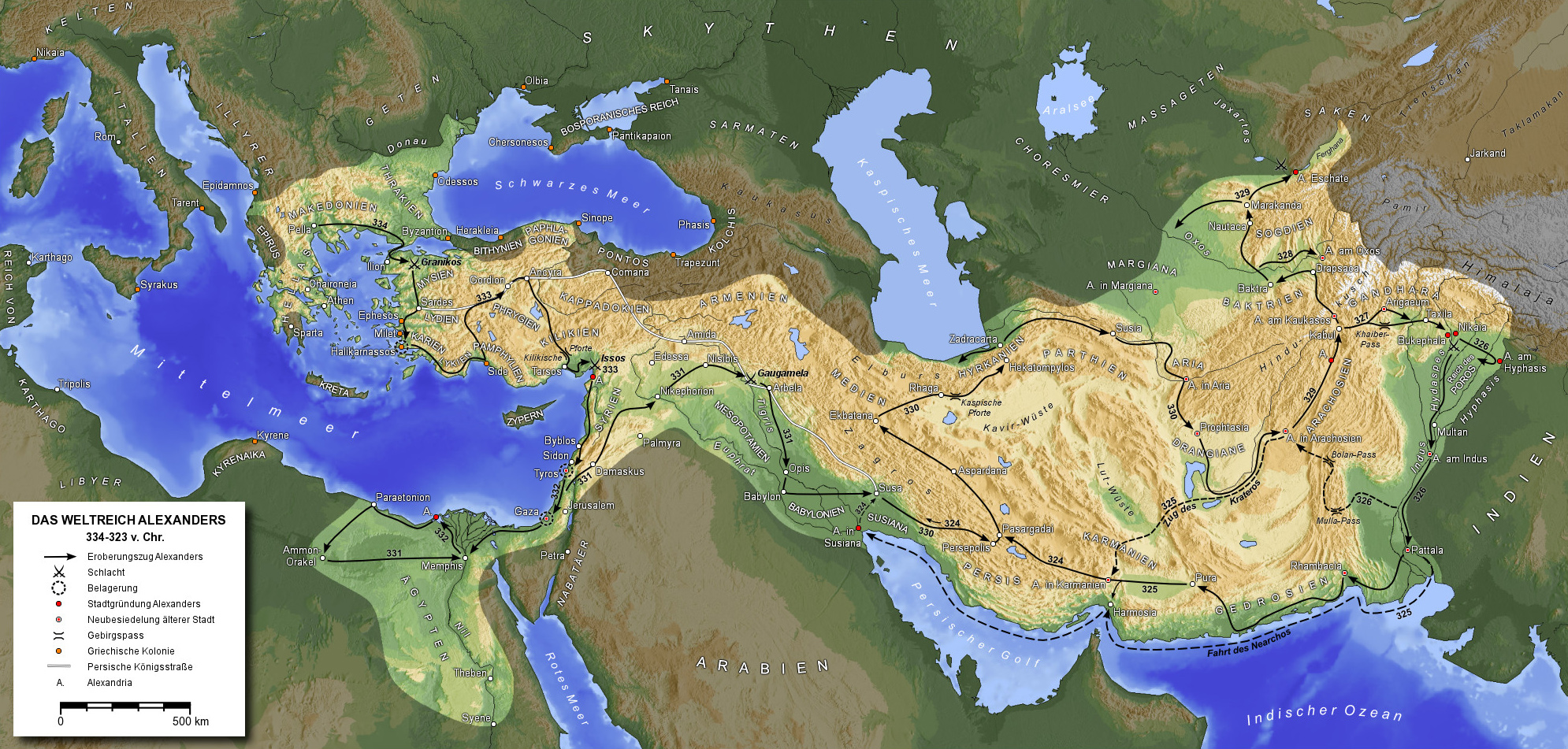
Imperio de Macedonio en su máximo esplendor

El pacto de Triparadiso fue un acuerdo de reparto de poder firmado en Triparadiso en el 321 a. C. entre los generales (diádocos) de Alejandro Magno, en el que nombraban un nuevo regente y establecían la división de sus satrapías. Sucedió y modificó la partición de Babilonia hecha en el 323 a. C. tras la muerte de Alejandro.

## Contexto
Tras la muerte de Alejandro Magno en el 323 a. C., el gobierno de su imperio fue otorgado a su hermanastro Filipo Arrideo y al hijo de Alejandro, Alejandro IV. Sin embargo, dado que Filipo era un enfermo mental y Alejandro IV nació tras la muerte de su padre, se nombró como regente a Pérdicas, mientras que los antiguos generales de Alejandro fueron nombrados sátrapas de las diversas regiones de su Imperio.
Varios sátrapas estaban impacientes por obtener más poder, y cuando Ptolomeo, sátrapa de Egipto, se sublevó con otros generales, Pérdicas se movilizó contra éste, pero murió durante un motín en su campamento. Ptolomeo declinó la regencia, y en lugar de ello la dio a los oficiales Pitón y Arrideo. Esta designación se topó con la enérgica oposición de Eurídice, la esposa del rey Filipo III, lo que llevó, en la reunión a la que se convocó en el 321 a. C. en Triparadiso a todos los diádocos, a su sustitución por Antípatro. En la reunión también se procedió a repartir de nuevo las satrapías entre los diversos generales.

## El pacto
Arriano describió el resultado de la reunión en sus Sucesos después de Alejandro, que fue conservada por el patriarca bizantino Focio (820–897):

Allí y entonces Antípatro hizo una nueva división de Asia, en la que confirmó la anterior en parte y la anuló en parte, según requerían las exigencias de la ocasión. Pues, en primer lugar, asignó Egipto con Libia, y toda la vasta inmensidad bajo ellos, y todo lo demás que se hubiese adquirido hacia el oeste, a Ptolomeo;
- Siria a Laomedonte de Mitilene;
- Cilicia a Filóxeno, pues la tenía antes.
- Entre las provincias más altas, Mesopotamia y Arbelitis fueron conferidas a Anfímaco, el hermano del rey;
- Babilonia, a Seleuco;
- la prefectura de toda la provincia de Susa, a Antígenes, que fue capitán de los argiráspidas macedonios, y se había opuesto primero a Pérdicas.
- Peucestas fue confirmado en su gobierno de Persis,
- Tleptólemo en Carmania,
- y Pitón en el de Media, hasta tan lejos como las puertas caspianas.
- Filipo en Partia.
- Estasandro en Aria y Drangiana.
- Estasanor de Solio, sobre Bactria y Sogdiana;
- y Sibircio sobre Aracosia.
- El país de los paropamisades fue otorgado a Oxiartes, el padre de Roxana;
- y las faldas de la India adyacentes al monte Parapamiso, a Pitón, el hijo de Agenor.
- Respecto a los países más allá de ahí, los del río Indo, fueron asignados con la ciudad de Patala (la capital de esa parte de la India) a Poros.
- Los de encima del Hidaspes, a Taxiles el Indio;

pues se consideraba que no era un asunto fácil desposeer a los que habían sido confirmados en sus territorios por el propio Alejandro, cuyos poderes se habían hecho tan fuertes.
- De los países al norte de los montes Tauro, Capadocia fue asignada a Nicanor;
- Frigia, Licaonia, Panfilia y Licia, como antes, a Antígono.
- Caria a Asandro;
- Lidia a Clito;
- y la Frigia Helespóntica a Arrideo.

Antígenes fue recaudador delegado del tributo en la provincia de Susa, y tres mil de los macedonios que eran más proclives al motín fueron designados ayudantes suyos.
Más aún, designó a Autolico el hijo de Agatocles, Amintas el hijo de Alejandro y hermano de Peucestas, Ptolomeo el hijo de Ptolomeo, y Alejandro el hijo de Poliperconte, como guardias para rodear a la persona del rey.
A su hijo Casandro le dio el mando de la caballería; y a Antígono, las tropas que antes habían estado asignadas a Pérdicas, y el cuidado y la custodia de la persona del rey, con orden de proseguir la guerra contra Eumenes.

Lo cual, una vez terminado, el propio Antípatro marchó a casa, muy aplaudido por todos, por su sabia y prudente gestión.

|                              | Pacto de Babilonia | Pacto de Babilonia | Pacto de Babilonia | Pacto de Triparadiso | Pacto de Triparadiso |
| Cargo o Región               | Diodoro Sículo | Marco Juniano Justino | Flavio Arriano+ / Dexipo* | Diodoro Sículo | Flavio Arriano |
| ---------------------------- | --- | --- | --- | --- | --- |
| Rey de Macedonia             | Filipo III | Filipo III | Filipo III+ | Filipo III y Alejandro IV | Filipo III y Alejandro IV |
| Regente                      | Pérdicas | Pérdicas | Pérdicas+ | Antípatro | Antípatro |
| Comandante de los Compañeros | Seleuco | Seleuco | n/a | Casandro | Casandro |
| Comandante de la guardia     | n/a | Casandro | n/a | n/a | n/a |
| Macedonia                    | Antípatro | Antípatro | Antípatro+* y Crátero+ | Antípatro | Antípatro |
| Iliria                       | Antípatro | Filón | Antípatro+* y Crátero+ | Antípatro | Antípatro |
| Epiro                        | Antípatro | n/a | Antípatro+* y Crátero+ | Antípatro | Antípatro |
| Grecia                       | Antípatro | Antípatro | Antípatro+* y Crátero+ | Antípatro | Antípatro |
| Tracia                       | Lisímaco | Lisímaco | Lisímaco+* | Lisímaco | Lisímaco |
| Frigia helespóntica          | Leonato | Leonato+* | Leonato | Arrideo | Arrideo |
| Frigia Superior              | Antígono | Antígono | Antígono+* | Antígono | Antígono |
| Panfilia                     | Antígono | Nearco | Antígono+* | Antígono | Antígono |
| Licia                        | Antígono | Nearco | Antígono+* | Antígono | Antígono |
| Caria                        | Asandro | Casandro | Casandro+ | Asandro | Asandro |
| Lidia                        | Menandro | Menandro | Menandro+* | Clito el Blanco | Clito el Blanco |
| Capadocia                    | Eumenes | Eumenes | Eumenes+* | Nicanor | Nicanor |
| Paflagonia                   | Eumenes | Eumenes | Eumenes+* | ¿Nicanor? | ¿Nicanor? |
| Cilicia                      | Filotas | Filotas | Filotas+* | Filóxeno | Filóxeno |
| Egipto                       | Ptolomeo | Ptolomeo | Ptolomeo+* | Ptolomeo | Ptolomeo |
| Siria                        | Laomedonte | Laomedonte | Laomedonte+* | Laomedonte | Laomedonte |
| Mesopotamia                  | Arcesilao | Arcesilao | Arcesilao* | Anfímaco | Anfímaco |
| Babilonia                    | Arcón | Peucestas | Seleuco* | Seleuco | Seleuco |
| Pelasgia                     | n/a | Arcón | n/a | n/a | n/a |
| Media Superior               | Pitón | Atropates | Pitón* | Pitón | Pitón |
| Media Inferior               | Atropates | Atropates | n/a | n/a | n/a |
| Susiana                      | n/a | Escino | n/a | Antígenes | Antígenes |
| Persia                       | Peucestas | Tleptólemo | Peucestas* | Peucestas | Peucestas |
| Carmania                     | Tleptólemo | n/a | Neoptólemo* | Tleptólemo | Tleptólemo |
| Armenia                      | n/a | Fratafernes | n/a | n/a | n/a |
| Hircania                     | Fratafernes | Filipo | Fratafernes | ¿Filipo? | ¿Filipo? |
| Partia                       | Fratafernes | Nicanor | n/a | Filipo | Filipo |
| Sogdiana                     | Filipo | Esciteo | Filipo* | Estasanor | Estasanor |
| Bactriana                    | Filipo | Amintas | n/a | Estasanor | Estasanor |
| Drangiana                    | Estasanor | Estasanor | Estasanor* | Estasandro | Estasandro |
| Aria                         | Estasanor | Estasanor | Estasanor* | Estasandro | Estasandro |
| Aracosia                     | Sibircio | Sibircio | Sibircio* | n/a | Sibircio |
| Gedrosia                     | Sibircio | Sibircio | Sibircio* | n/a | ¿Sibircio? 2 |
| Paropamisia                  | Oxiartes | ¿Oxiartes? 3 | Oxiartes* | Oxiartes | Oxiartes |
| Punyab                       | Taxiles | Taxiles | Taxiles* | Taxiles | Taxiles |
| Indo                         | Poros | Pitón, hijo de Agenor | Poros* | Poros | Poros |
| Gandhara                     | Pitón, hijo de Agenor | Pitón, hijo de Agenor | Pitón, hijo de Agenor | Pitón, hijo de Agenor | Pitón, hijo de Agenor |
| Notas                        | 1 = En Flavio Arriano y Dexipo se sugiere que Oxiartes quedó como sátrapa de la Bactriana 2 = No se indica explícitamente, pero es probable 3 = Suponiendo que es a Oxiartes a quien se refiere Marco Juniano Justino con "Extarques" | 1 = En Flavio Arriano y Dexipo se sugiere que Oxiartes quedó como sátrapa de la Bactriana 2 = No se indica explícitamente, pero es probable 3 = Suponiendo que es a Oxiartes a quien se refiere Marco Juniano Justino con "Extarques" | 1 = En Flavio Arriano y Dexipo se sugiere que Oxiartes quedó como sátrapa de la Bactriana 2 = No se indica explícitamente, pero es probable 3 = Suponiendo que es a Oxiartes a quien se refiere Marco Juniano Justino con "Extarques" | 1 = En Flavio Arriano y Dexipo se sugiere que Oxiartes quedó como sátrapa de la Bactriana 2 = No se indica explícitamente, pero es probable 3 = Suponiendo que es a Oxiartes a quien se refiere Marco Juniano Justino con "Extarques" | 1 = En Flavio Arriano y Dexipo se sugiere que Oxiartes quedó como sátrapa de la Bactriana 2 = No se indica explícitamente, pero es probable 3 = Suponiendo que es a Oxiartes a quien se refiere Marco Juniano Justino con "Extarques" |